# Tiefer Weg
Der Tiefe Weg ist ein vom Regierungspräsidium Tübingen am 29. Januar 1992 durch Verordnung ausgewiesenes Naturschutzgebiet auf dem Gebiet der Gemeinde Ratshausen im Zollernalbkreis.

## Lage
Das Naturschutzgebiet Tiefer Weg liegt etwa 1,3 Kilometer östlich des Ortszentrums von Ratshausen am Fuße des Plettenbergs. Es gehört zum Naturraum Hohe Schwabenalb.
Das Naturschutzgebiet ist Bestandteil des Vogelschutzgebiets Südwestalb und Oberes Donautal.

## Schutzzweck
Der wesentliche Schutzzweck laut Schutzgebietsverordnung „...ist die Erhaltung, Pflege und Verbesserung eines vielfältig strukturierten Landschaftsteiles am Unterhang des Plettenberges mit der daran gebundenen extensiven land‑ und forstwirtschaftlichen Nutzung als Lebensraum für gefährdete und geschützte Pflanzen‑ und Tierarten sowie als kulturhistorisches Relikt.“ Von besonderer Bedeutung seien hierbei die Halbtrockenrasen, Feuchtwiesen, Gebüschfluren und Einzelbäume, die Saumgesellschaften, die Wälder und Kleingewässer.

## Landschaftscharakter
Das Gebiet wird geprägt durch einen kleinräumigen Wechsel von Feucht- und Trockenbiotopen auf engstem Raum. Die im Untergrund anstehenden Schuttmassen mit teils großen Gesteinsblöcken geben dem Gebiet ein unregelmäßiges Erscheinungsbild.

## Flora und Fauna
Nennenswerte Arten im Gebiet sind unter anderem die Hummel-Ragwurz, das Fleischfarbene Knabenkraut, die Echte Sumpfwurz, die Traubenhyazinthe, die Bienen-Ragwurz, die Fliegen-Ragwurz und das Stattliche Knabenkraut.